# Capra cylindricornis
Capra cylindricornis (Козел східнокавказький) — вид ссавців з роду козлів (Capra). Все ще неясно, чи Capra caucasica і Capra cylindricornis два окремих види, чи один вид з географічно залежною мінливістю.

## Поширення
Ендемік східної частини Великого Кавказу уздовж кордонів Росії, Грузії та Азербайджану від 800 до 4000 м над рівнем моря. Живуть у лісах до 2600 метрів, і на субальпійських та альпійських луках і кам'янистих осипах схилів. Тварини уникають густих лісів на пологих схилах, але легко залишитися у відкритих лісах на крутих схилах. Влітку дорослі самці зазвичай населяють більші висоти, ніж самиці й молоді особини. У суворі зими, тварина зосереджується на сонячних схилах. Вид симпатричний з Capra aegagrus, який домінує в лісі, але рідко піднімається вище межі лісу.

## Стиль життя
Споживають в основному трави і листя. Хижаки: Lynx lynx і Canis lupus.
Спаровування відбувається від пізнього листопада до раннього січня, дітонародження від середини травня до пізнього червня. Самиці народжують переважно тільки одне дитинча. Вагітність триває 150–160 днів. Діти важать 3.5–4.2 кг при народженні. Діти починають їсти траву через місяць після народження. Більшість особин у природі помирають до 10 років, але тривалість життя може бути 22 роки.

## Морфологія

### Морфометрія
У самців: довжина голови й тіла 1300–1500 мм, висота в холці 790–980 мм, вага 55–100 кг; у самиць: висота в холці 650–700 мм, вага 45–55 кг. Хвіст дуже короткий.

### Опис
Взимку хутро в основному темне корицево-коричневе чи каштанове, з дещо блідішим низом, влітку хутро значно світліше, іржаво-коричневе. Роги загнуті назад і дещо вниз. Роги дорослих самців довжиною 800–1030 мм, у самиць тільки 300 мм.

## Загрози та охорона
Випас худоби та браконьєрство є головними загрозами для виду, в поєднанні з впливом суворих зим. Цей вид входить у категорію III в грузинській Червоній книзі (1982). Полювання заборонене в Грузії, але дозволене за ліцензією в Азербайджані та Росії. Цей вид знаходиться в кількох природних заповідниках.